# Placówki dyplomatyczne i konsularne w Polsce: N
Stan na: 23 grudnia 2024

## Namibia
Brak placówki – Polskę obsługuje Ambasada Republiki Namibii w Berlinie (Niemcy).

## Nauru
Brak nawiązanych stosunków dyplomatycznych.

## Nepal
Brak placówki – Polskę obsługuje Ambasada Federalnej Demokratycznej Republiki Nepalu w Berlinie (Niemcy).
Konsulat Honorowy Federalnej Demokratycznej Republiki Nepalu w Warszawie
- szef placówki: Bodha Raj Subedi (konsul honorowy)

## Niemcy

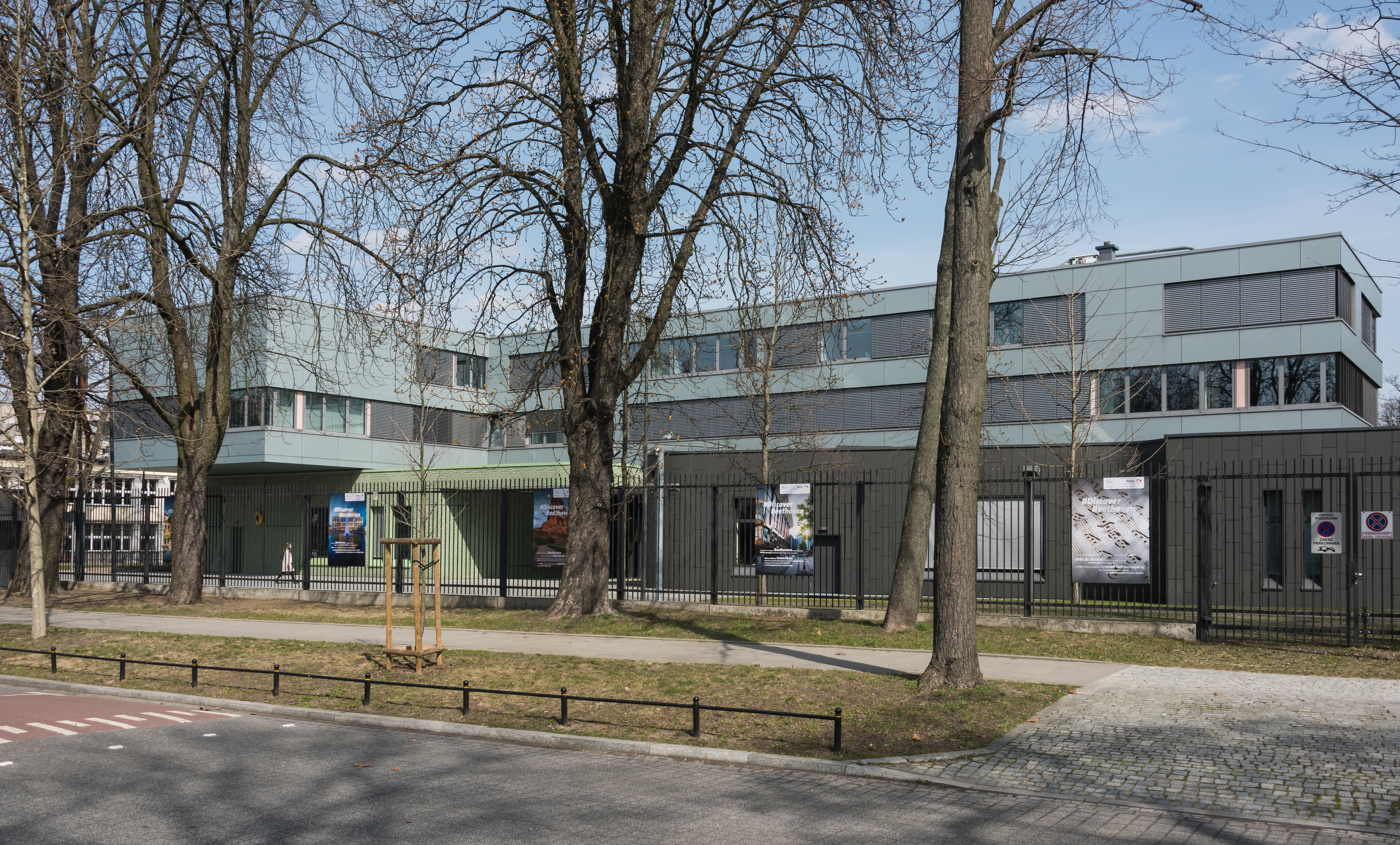
Budynek ambasady Niemiec przy ulicy Jazdów w Warszawie

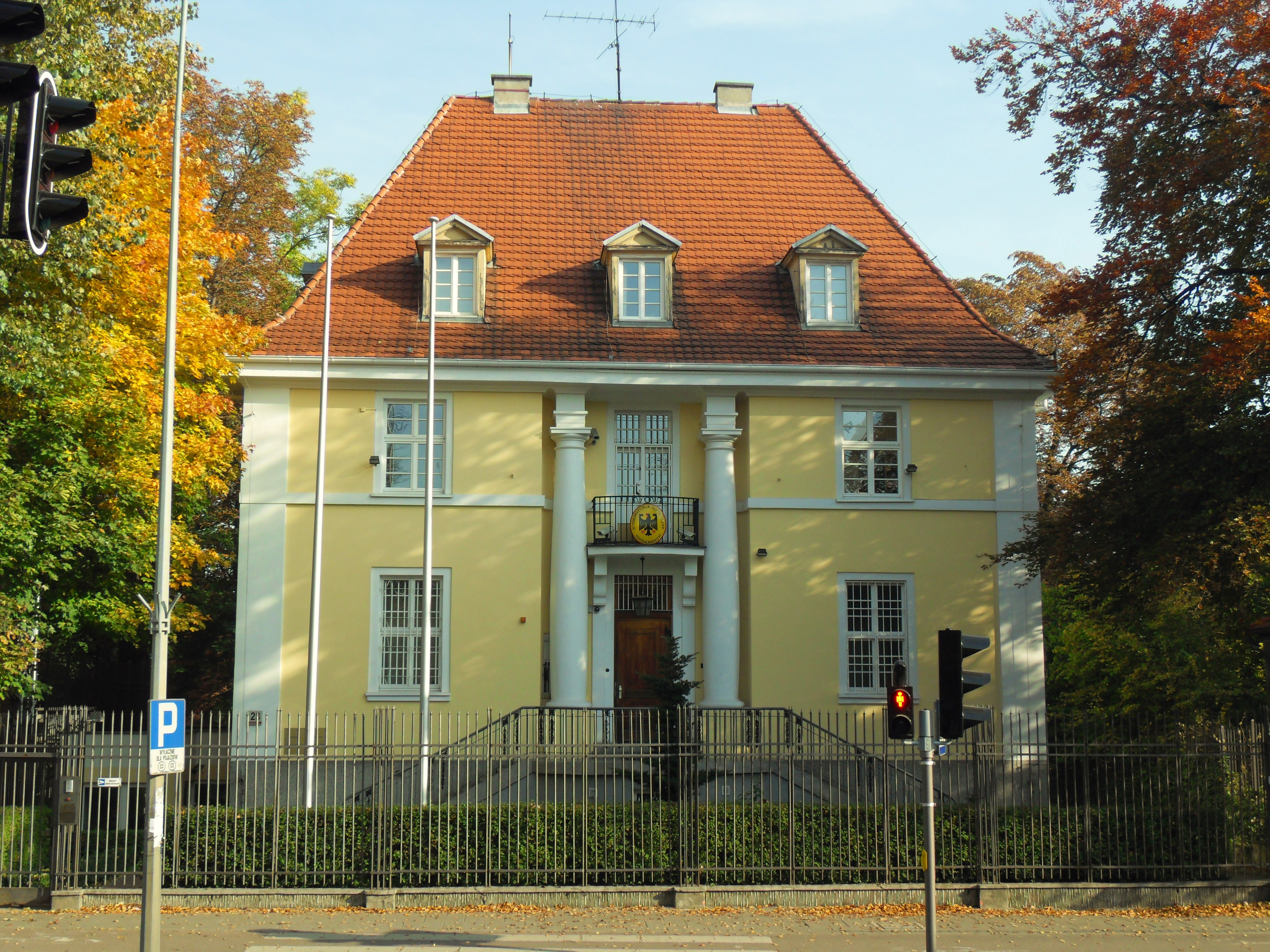
Konsulat Generalny Niemiec w Gdańsku

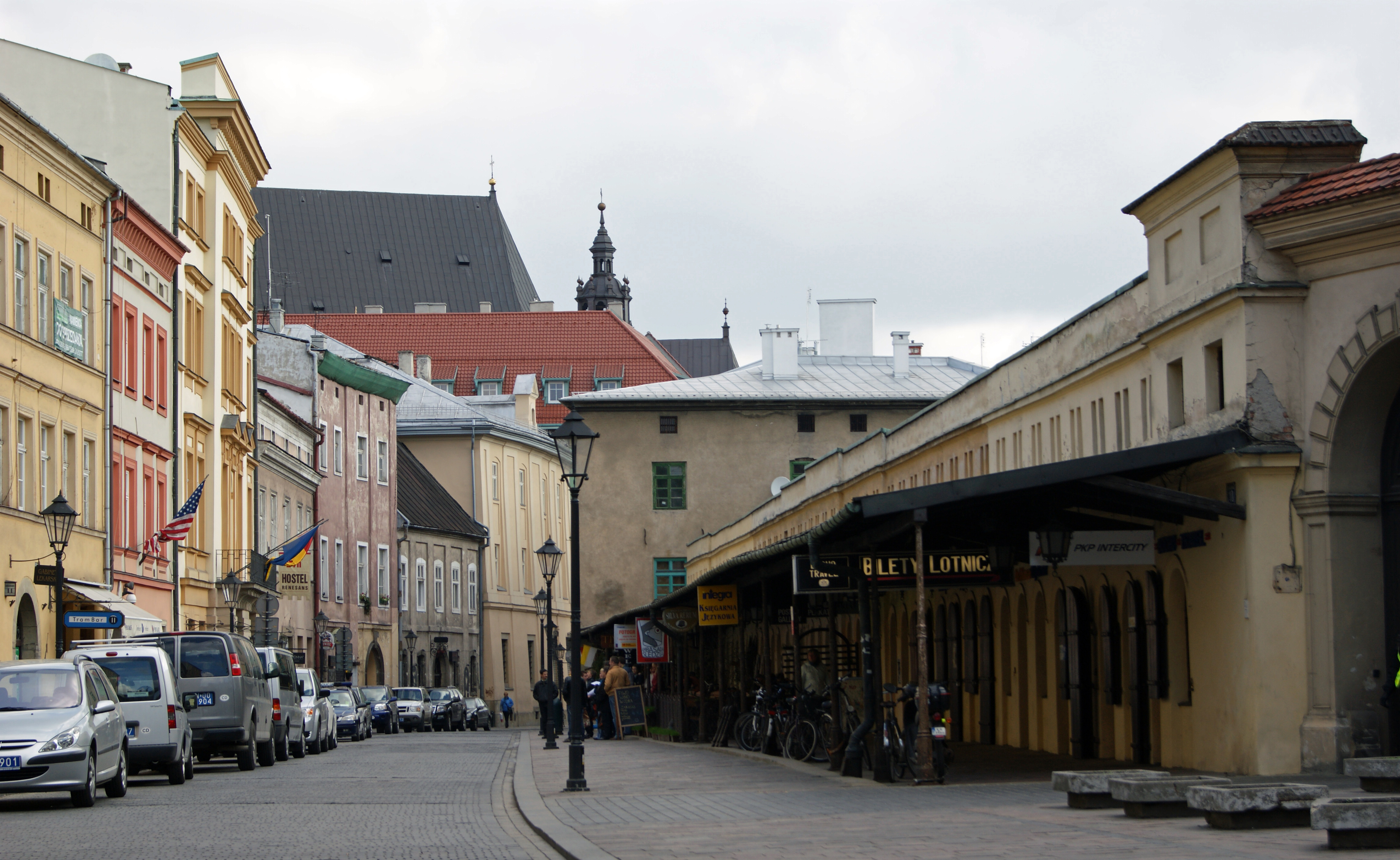
ul. Stolarska w Krakowie. Po lewej konsulaty generalne: Stanów Zjednoczonych i Niemiec.

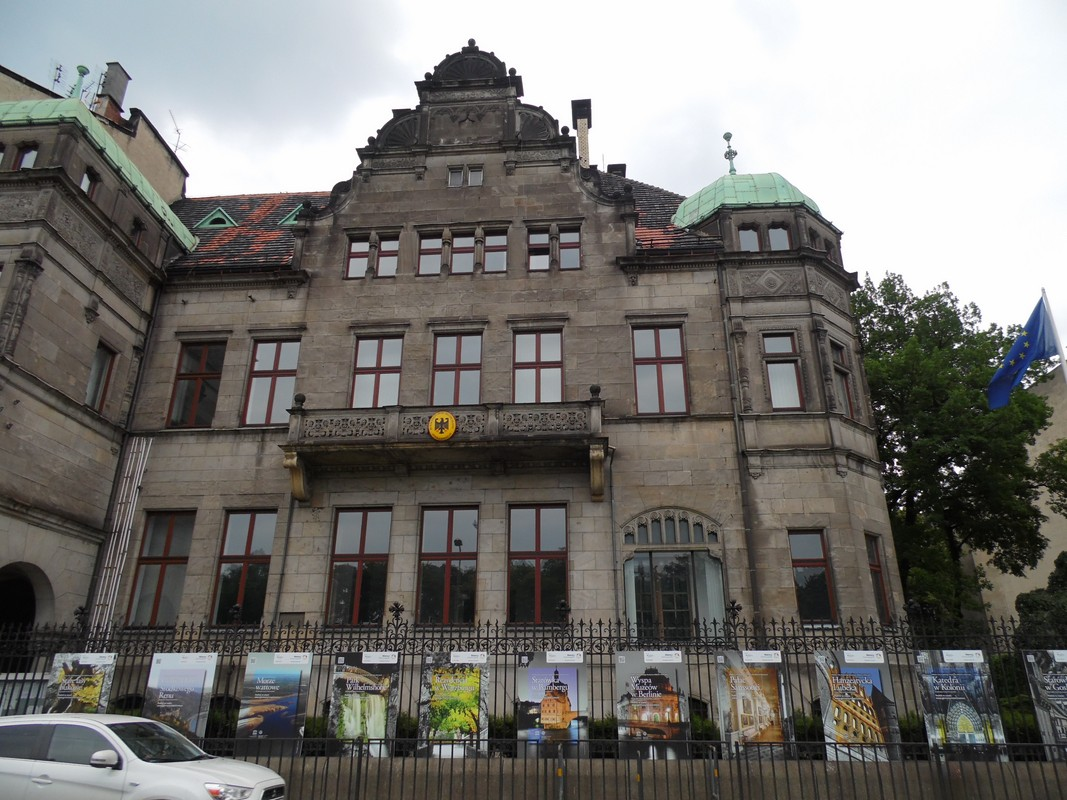
Konsulat Generalny Niemiec we Wrocławiu

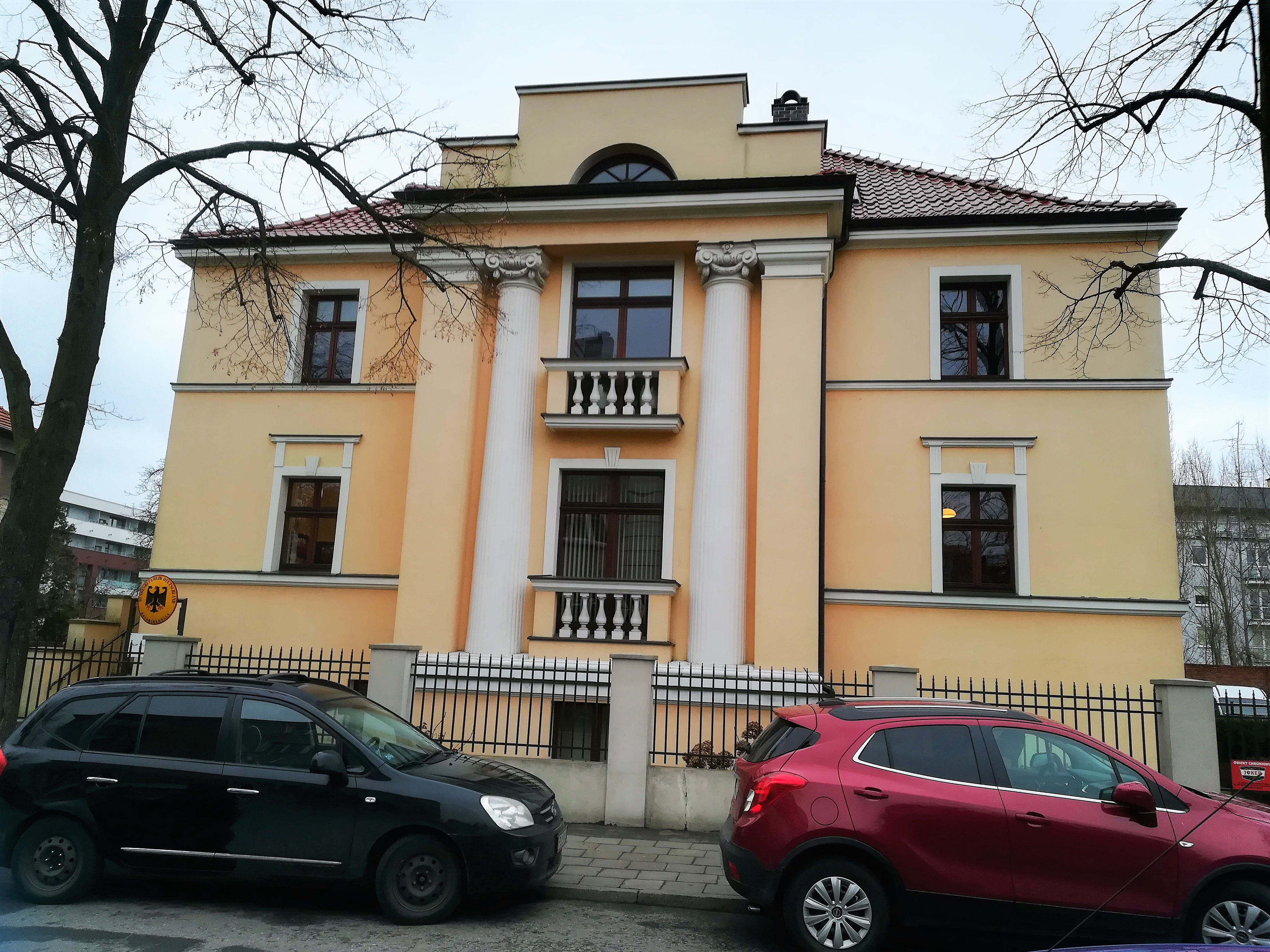
Siedziba Konsulatu Honorowego Niemiec przy ul. Iłłakowiczówny w Poznaniu

Ambasada Republiki Federalnej Niemiec w Warszawie
- szef placówki: Viktor Elbling (ambasador)
- Strona oficjalna

Konsulat Generalny Republiki Federalnej Niemiec w Gdańsku
- szef placówki: Cornelia Pieper (konsul generalny)
- Strona oficjalna

Konsulat Generalny Republiki Federalnej Niemiec w Krakowie
- szef placówki: Holger Mahnicke (konsul generalny)
- Strona oficjalna

Konsulat Generalny Republiki Federalnej Niemiec we Wrocławiu 
- szef placówki: Martin Kremer (konsul generalny)
- Strona oficjalna

Konsulat Republiki Federalnej Niemiec w Opolu
- szef placówki: Peter Herr (konsul)
- Strona oficjalna

Konsulat Honorowy Republiki Federalnej Niemiec w Bydgoszczy
- szef placówki: Jarosław Kuropatwiński (konsul honorowy)

Konsulat Honorowy Republiki Federalnej Niemiec w Gliwicach
- szef placówki: Marcin Tyslik (konsul honorowy)

Konsulat Honorowy Republiki Federalnej Niemiec w Lublinie
- szef placówki: Andrzej Kidyba (konsul honorowy)

Konsulat Honorowy Republiki Federalnej Niemiec w Łodzi
- szef placówki: Monika Namysłowska (konsul honorowy)

Konsulat Honorowy Republiki Federalnej Niemiec w Olsztynie
- szef placówki: Wojciech Wrzecionkowski (konsul honorowy)

Konsulat Honorowy Republiki Federalnej Niemiec w Poznaniu
- szef placówki: Christoph Garschynski (konsul honorowy)

Konsulat Honorowy Republiki Federalnej Niemiec w Rzeszowie
- szef placówki: Agnieszka Buk (konsul honorowy)

Konsulat Honorowy Republiki Federalnej Niemiec w Szczecinie
- szef placówki: Irena Stróżyńska (konsul honorowy)

## Niger
Brak placówki – Polskę obsługuje Ambasada Republiki Nigru w Berlinie (Niemcy).

## Nigeria

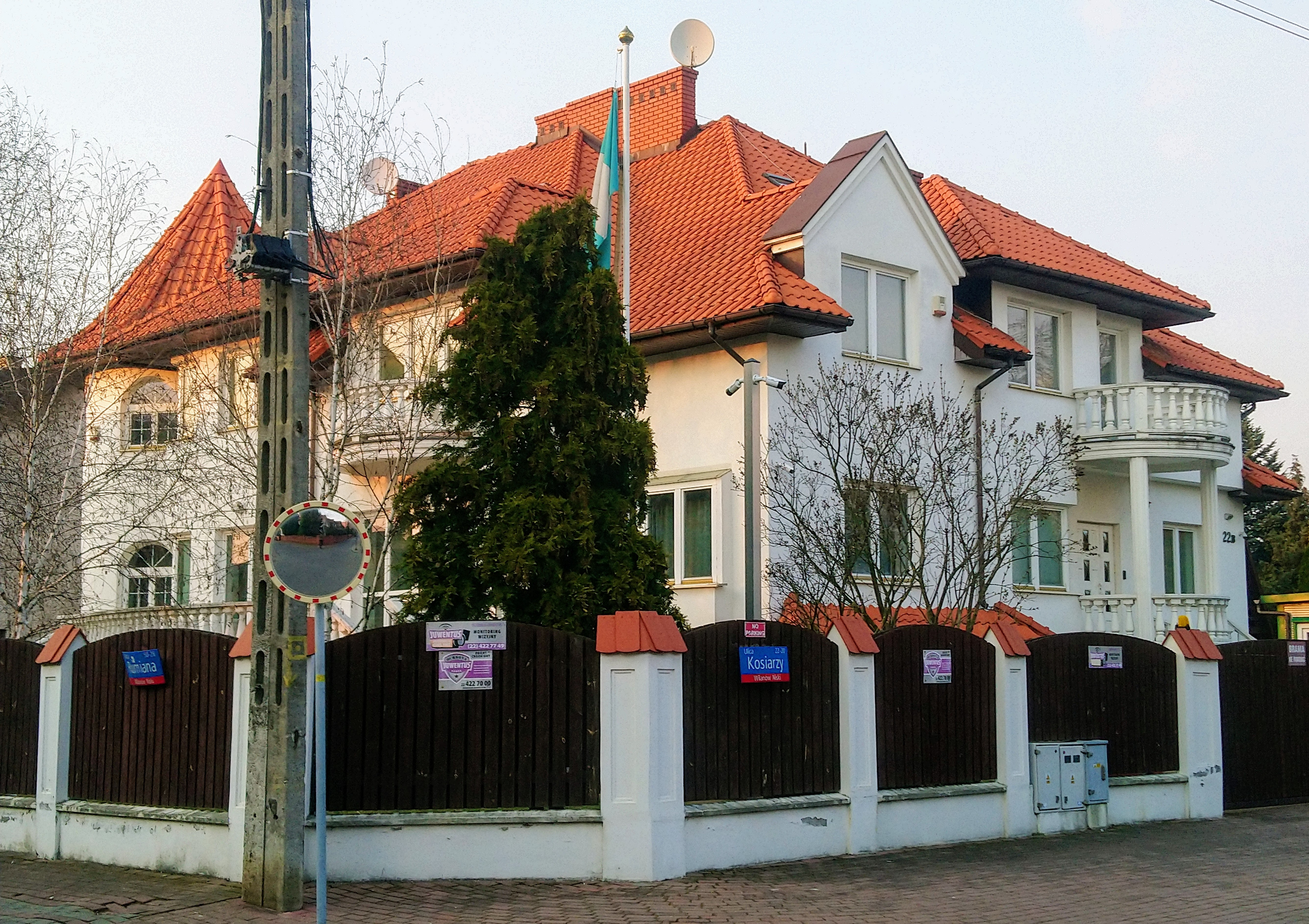
Ambasada Nigerii przy ul. Kosiarzy 22b w Warszawie

Ambasada Federalnej Republiki Nigerii w Warszawie
- szef placówki: Omua Joyce Daniel (chargé d’affaires)
- Strona oficjalna

## Nikaragua
Brak placówki – Polskę obsługuje Ambasada Republiki Nikaragui w Brukseli (Belgia).

## Norwegia

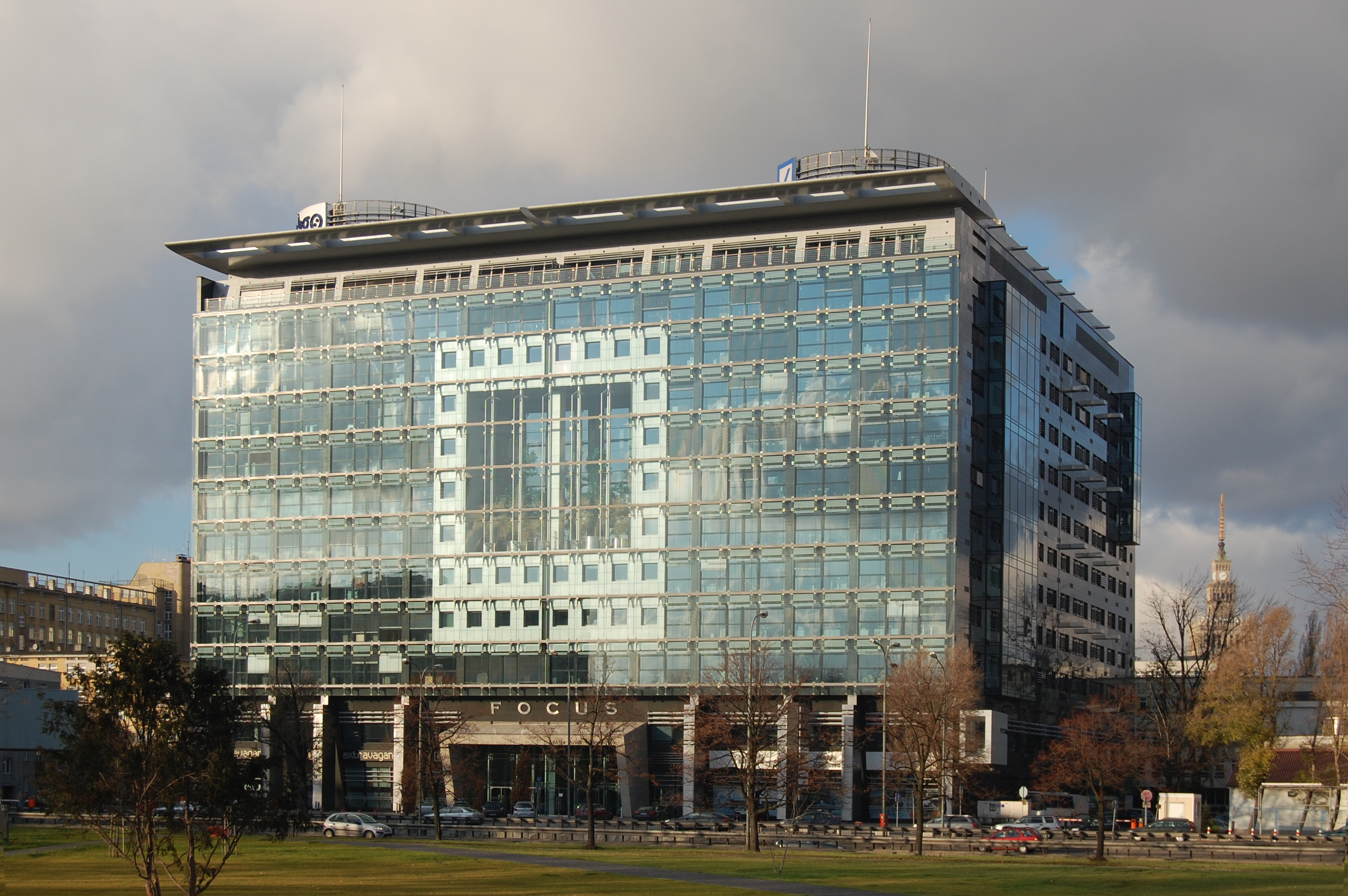
Budynek „Focus” w którym mieści się Ambasada Norwegii przy al. Armii Ludowej 26 w Warszawie

Ambasada Królestwa Norwegii w Warszawie
- szef placówki: Øystein Bø (ambasador)
- Strona oficjalna

Konsulat Honorowy Królestwa Norwegii w Gdyni
- szef placówki: Weronika Haustein (konsul honorowy)

Konsulat Honorowy Królestwa Norwegii w Krakowie
- szef placówki: Marian Mikołajski (konsul honorowy)

Konsulat Honorowy Królestwa Norwegii w Szczecinie
- szef placówki: Piotr Kotfis (konsul honorowy)

Konsulat Honorowy Królestwa Norwegii we Wrocławiu
- szef placówki: Bartosz Masternak (konsul honorowy)

## Nowa Zelandia
Ambasada Nowej Zelandii w Warszawie

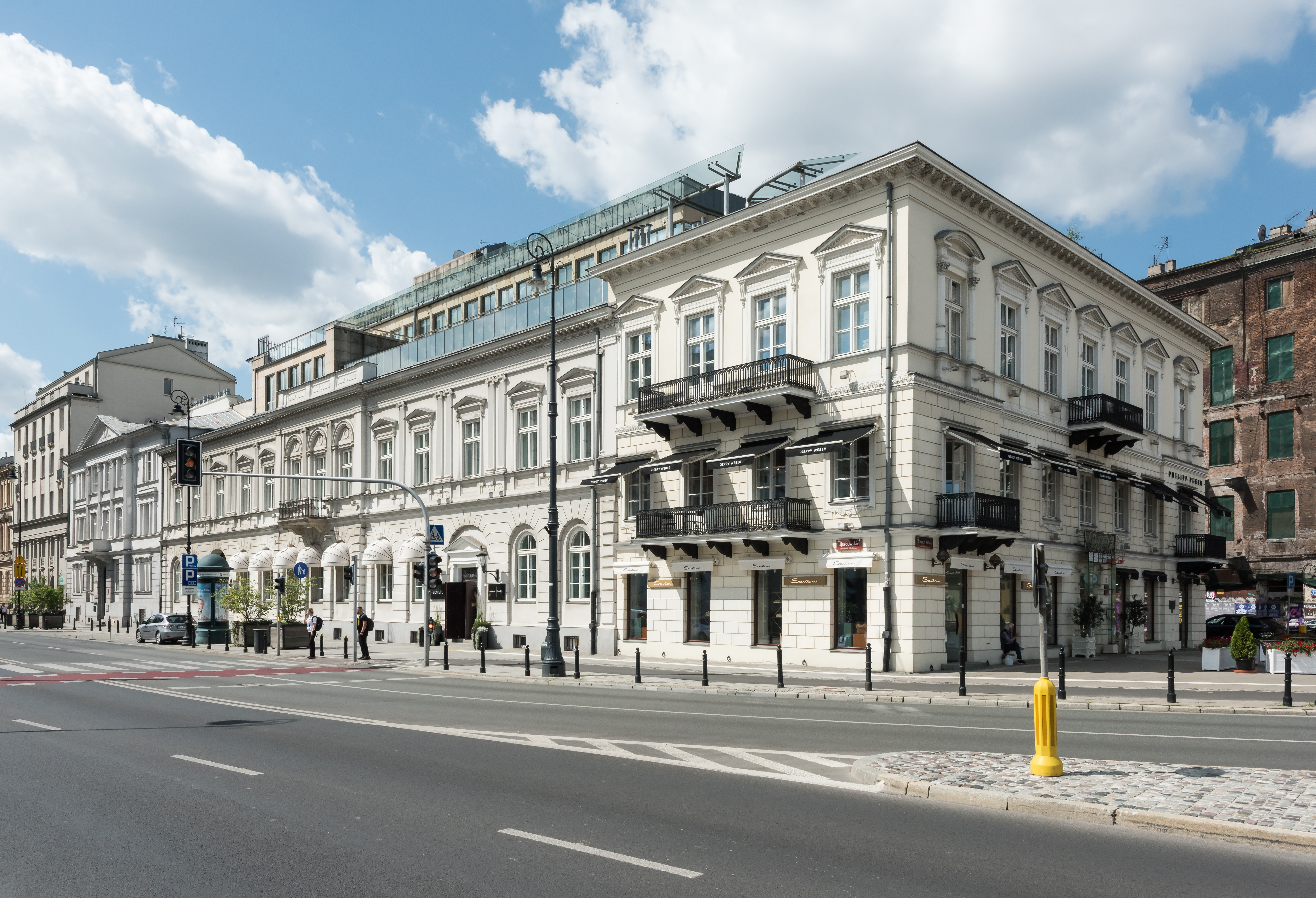
Dom Dochodowy w Al. Ujazdowskich w Warszawie, mieszczący ambasadę Nowej Zelandii

- szef placówki: Paul Ballantyne (ambasador)
- Strona oficjalna